# شاندريان 2
شاندريان 2 (بالإنجليزية: Chandrayaan-2)‏، وتعني «مركبة القمر»، وهي المهمة الثانية لاستكشاف القمر، بعد شاندريان 1، والمطورة بواسطة منظمة البحوث الفضائية الهندية (ISRO). تتكون هذه المهمة من مركبة مدارية قمرية، وكانت تضم أيضًا مركبة فيكرام الهابطة، ومركبة براغيان المتجولة على القمر، وطُورت هذه المركبات جميعًا في الهند. كان الهدف العلمي الرئيسي للمهمة تخطيط ودراسة الاختلافات في التركيب السطحي للقمر، بالإضافة إلى تخطيط مواقع ووفرة المياه القمرية.
أُطلقت المركبة الفضائية في مهمتها إلى القمر من منصة الإطلاق الثانية بمركز ساتيش داوان الفضائي (SDSC) في ولاية أندرا برديش يوم 22 يوليو 2019 في الساعة 09:13:12 حسب التوقيت العالمي المنسق (UTC) على متن مركبة إطلاق الأقمار الاصطناعية الجغرافية المتزامنة (GSLV Mk3-M1). وصلت المركبة الفضائية إلى المدار القمري يوم 20 أغسطس 2019 وبدأت في مناورات التموضع المداري لإنزال مركبة فيكرام الهابطة على سطح القمر. خُطط هبوط المركبة الهابطة والمركبة المتجولة على الجانب القريب من القمر، في المنطقة القطبية الجنوبية عند خط عرض 70 درجة جنوبًا تقريبًا يوم 6 سبتمبر 2019، وخُطط أن تجري المركبتان تجارب علميةً لمدة يوم قمري واحد، ما يعادل أسبوعين أرضيين تقريبًا. وكان الهبوط الناجح لهذه المركبة سيجعل الهند رابع دولة تهبط على القمر، بعد مركبة لونا 9 السوفيتية، وسيرفيور 1 الأمريكية، وتشانغ آه 3 الصينية.
ولكن انحرفت المركبة الهابطة عن مسارها المقصود في أثناء محاولتها للهبوط على القمر يوم 6 سبتمبر 2019، ما جعلها تهبط «هبوطًا عنيفًا». وطبقًا لتقرير تحليل الأعطال المقدم إلى منظمة إسرو، كان الحادث بسبب خطأ برمجي بالمركبة. ومن الممكن أن تحاول إسرو الهبوط على القمر مرةً أخرى في عام 2022 مع مهمة شاندريان 3.

## تاريخ
في يوم 12 نوفمبر 2007، وقع ممثلو وكالة الفضاء الاتحادية الروسية (Roscosmos) ومنظمة إسرو اتفاقيةً بين الوكالتين للعمل معًا على متابعة مشروع شاندريان 1، ومهمة شاندريان 2. ستتولى إسرو المسؤولية الرئيسية عن المركبة المدارية والمركبة المتجولة، بينما ستوفر روسكوزموس المركبة الهابطة. وافقت الحكومة الهندية على المهمة في اجتماع لمجلس وزراء الاتحاد المنعقد يوم 18 سبتمبر 2008 برئاسة رئيس الوزراء الهندي آنذاك مانموهان سينغ. اكتمل تصميم المركبة الفضائية في أغسطس 2009، مع تنفيذ مراجعة مشتركة للتصميم بواسطة علماء من كلا البلدين.
وبالرغم من انتهاء إسرو من تجهيز حمولة شاندريان 2 في موعدها، أُجلت المهمة في شهر يناير 2013، وأُعيد تحديد موعد إطلاقها ليكون في عام 2016؛ لأن روسيا لم تتمكن من تجهيز المركبة الهابطة في الموعد المحدد. في عام 2012، كان هناك تأخير في بناء مركبة الهبوط الروسية لمهمة شاندريان 2 بسبب الخلل الواقع في مهمة فوبوس غرانت الروسية إلى المريخ؛ إذ كانت المشاكل التقنية المرتبطة بهذه المهمة مستخدمةً أيضًا في المشاريع القمرية الأخرى بما يتضمن مركبة هبوط شاندريان 2، وبالتالي تحتم على روسكوزموس مراجعتها. وعندما صرحت روسيا عن عدم قدرتها على تطوير المركبة الهابطة حتى في عام 2015، قررت الهند تطوير مهمتها القمرية بشكل مستقل. ومع وضع خط زمني جديد لمهمة شاندريان 2، بالإضافة إلى ظهور فرصة جديدة لمهمة أخرى إلى كوكب المريخ بنافذة إطلاق خلال عام 2013، اقتُرح استخدام العتاد غير المستخدم لمركبة شاندريان 2 المدارية في مهمة المتتبع المريخي.
حُدد الموعد المبدئي لإطلاق شاندريان 2 ليكون في مارس 2018، ولكن تأجل الإطلاق مرةً إلى شهر أبريل، ثم مرةً أخرى إلى شهر أكتوبر 2018 لتنفيذ بعض الاختبارات على المركبة. وفي يوم 19 يونيو 2018، وبعد الاجتماع الرابع للمراجعة التقنية الشاملة، خُطط تنفيذ عدد من التغييرات في إعدادات وتسلسل الهبوط، ما أدى إلى تأجيل موعد الإطلاق ليكون في النصف الأول من عام 2019. وقعت بعض التلفيات الصغيرة بساقين من سيقان الهبوط بالمركبة خلال أحد الاختبارات في فبراير 2019.
حُدد موعد إطلاق شاندريان 2 ليكون يوم 14 يوليو 2019 في الساعة 21:21 UTC (يوم 15 يوليو 2019 في الساعة 02:51 حسب توقيت الهند القياسي المحلي IST)، مع توقع هبوط المركبة على القمر يوم 6 سبتمبر 2019. ومع ذلك، أُلغي الإطلاق بسبب خطأ تقني وأُعيد تحديد موعد الإطلاق مرةً أخرى. أُطلقت المركبة يوم 22 يوليو 2019 في الساعة 09:13:12 UTC (14:43:12 IST) في أول رحلة تشغيلية للصاروخ GSLV Mk3-M1.
وفي يوم 6 سبتمبر 2019، انحرفت مركبة الهبوط، خلال مرحلة هبوطها على القمر، عن مسارها المقصود بدءًا من ارتفاع 2.1 كيلومتر، وانقطعت الاتصالات بالمركبة في الوقت المتوقع لملامستها سطح القمر. أكد رئيس وكالة إسرو، كيه. شيفان، صحة التقارير المبدئية التي أشارت إلى اصطدام المركبة بسطح القمر، مصرحًا: «لابد أنه كان هبوطًا عنيفًا». وتوصلت لجنة تحليل الأعطال إلى وقوع هذا الحادث نتيجةً لخطأ برمجي بالمركبة. وبخلاف ما هو معروف سابقًا عن إسرو، لم تنشر الوكالة تقرير لجنة تحليل الأعطال حول هذا الحادث بشكل عام.

## الأهداف
كانت الأهداف الرئيسية لمركبة شاندريان 2 الهابطة بيان قدرة المركبة على الهبوط بأمان مع تشغيل مركبة روبوتية متجولة على سطح القمر.
وتضمنت الأهداف العلمية للمركبة المدارية ما يلي:
- دراسة تضاريس القمر، والمعادن القمرية، ووفرة العناصر الكيميائية، والغلاف الجوي للقمر، وإشارات الهيدروكسيل والثلوج المائية.
- دراسة الثلوج المائية عند المنطقة القطبية الجنوبية للقمر، بالإضافة إلى دراسة سُمك التربة القمرية على السطح.
- تخطيط سطح القمر والمساعدة على إنشاء خرائط ثلاثية الأبعاد لسطح القمر.